# النزارية (حمص)
النزارية قرية من قرى مركز القصير التابعة لمنطقة القصير في محافظة حمص. تقع جنوب غرب مدينة حمص قرب الحدود اللبنانية.